# 紐塞姆莊園
紐塞姆莊園（英語：Temple Newsam，格網參考 SE357322）是英國英格蘭西約克郡利茲的一處莊園，建築風格為都鐸-雅各賓式建築。紐塞姆莊園位於利茲東南部，現在紐塞姆莊園由利茲市政府所有，對一般公眾開放參觀。該莊園的建築部分是英國I級登錄建築，馬厩部分是II*級登錄建築。 

## 外部連結
- . Leeds City Council. （原始内容存档于2013-06-30）.
- . Leeds Local History. BBC Radio Leeds. 19 May 2006. （原始内容存档于2020-11-02）.
- Tour of Temple Newsam （页面存档备份，存于） in 1920s photos from Leodis database
- 關於其詳細資料（465426）The house (Grade I)，英格蘭圖庫，英格蘭遺產委員會
- 關於其詳細資料（465437）Stables (Grade II*)，英格蘭圖庫，英格蘭遺產委員會
- 關於其詳細資料（465440）Barn (Grade II)，英格蘭圖庫，英格蘭遺產委員會
- 關於其詳細資料（465434）Boundary wall (Grade II)，英格蘭圖庫，英格蘭遺產委員會
- 關於其詳細資料（465441）Bridge (Grade II)，英格蘭圖庫，英格蘭遺產委員會
- 關於其詳細資料（465431）Dovecote, laundry, sheds (Grade II)，英格蘭圖庫，英格蘭遺產委員會
- 關於其詳細資料（465428）Fountain (Grade II)，英格蘭圖庫，英格蘭遺產委員會
- 關於其詳細資料（465430）Home Farmhouse (Grade II)，英格蘭圖庫，英格蘭遺產委員會
- 關於其詳細資料（465432）Little Temple (Grade II)，英格蘭圖庫，英格蘭遺產委員會
- 關於其詳細資料（465433）North lodges (Grade II)，英格蘭圖庫，英格蘭遺產委員會
- 關於其詳細資料（465435）Sphinx Gates (Grade II)，英格蘭圖庫，英格蘭遺產委員會

53°47′03″N 1°27′34″W / 53.7842°N 1.4595°W